# Beau risque
 (mai 2022).
Si vous disposez d'ouvrages ou d'articles de référence ou si vous connaissez des sites web de qualité traitant du thème abordé ici, merci de compléter l'article en donnant les références utiles à sa vérifiabilité et en les liant à la section « Notes et références ».
En politique québécoise, le beau risque est l'idée-clé de René Lévesque faisant suite à la défaite référendaire de 1980 et au rapatriement de la Constitution du Canada, sans l'accord du Québec, par le gouvernement de Pierre Elliott Trudeau. 
Elle consiste pour Lévesque à tenter de négocier un fédéralisme renouvelé avec le reste du Canada (le gouvernement conservateur de Brian Mulroney), malgré l’orientation souverainiste du Parti québécois.

## Naissance de l'entente
Lors de l'élection fédérale canadienne de 1984, le Parti québécois s'engagea à soutenir le Parti progressiste-conservateur de Brian Mulroney dans le but de réformer le fédéralisme canadien. Mulroney, chef des Conservateurs depuis le printemps 1983, propose au gouvernement du Québec d'entrer dans la constitution canadienne dans « l'honneur et l'enthousiasme ». Le premier ministre du Québec René Lévesque accepte l'offre de Mulroney et se lance à ses côtés pour les élections fédérales à venir.
Ultimement, Mulroney fut facilement élu, et le projet put se mettre en branle. Après des rencontres tant à Ottawa qu'à Québec, les deux chefs gouvernementaux s'entendirent sur les bases d'une entente. Le premier ministre québécois devait proposer à ses députés de renvoyer à une date ultérieure la souveraineté en échange de l'entrée politique du Québec dans la nouvelle Constitution canadienne après un consensus avec les autres premiers ministres provinciaux. Pour René Lévesque, un important travail de négociation devait s'amorcer.

## Organisation de la fronde
Au sein du gouvernement québécois, de mentalité souverainiste, certains députés et ministres influents refusèrent carrément d'aborder quelque association que ce soit avec des forces fédéralistes. Des souverainistes de la première heure comme Jacques Parizeau ou le docteur Camille Laurin n'entendaient pas accepter le projet Lévesque-Mulroney et ont fait rapidement comprendre à leur chef qu'ils quitteraient le gouvernement si l'entente venait à être ratifiée. De plus, de nombreux députés commencèrent à se réunir en cachette pour planifier une stratégie pour contrer cette entente. Des noms du gouvernement tels que Pauline Marois, Gilbert Paquette ou Guy Chevrette participent alors aux rencontres menées par la députée des Îles-de-la-Madeleine, Denise Leblanc-Bantey. En secret, une frange importante du caucus du Parti québécois décide alors d'affronter leur chef sur la question constitutionnelle. Au début de novembre 1984, une réunion importante du caucus péquiste a lieu à Québec dont la question du « beau risque » est sur toutes les lèvres.
Une partie importante des troupes avec en tête Parizeau, Laurin, Paquette, Léonard et Leblanc-Bantey, font comprendre à Lévesque que s'associer aux conservateurs et aux fédéralistes mènera à la mort du Parti québécois et de l'option souverainiste. Malgré le message clair que lui lance son caucus, Lévesque refuse de reculer et avant la conclusion du caucus le chef tranche : ceux qui ne sont pas pour le beau risque sortent. Le compte à rebours avant l'explosion de la crise est officiellement lancé.

## Effondrement du gouvernement
Le 20 novembre 1984, le député de Deux-Montagnes, Pierre De Bellefeuille, quitte le caucus péquiste pour siéger comme indépendant. Il part en déclarant qu'il juge impossible de continuer dans un gouvernement qui ne croit plus en son but premier. Le 22 novembre 1984, le gouvernement péquiste éclate. En matinée, le ministre des Transports, Jacques Léonard, démissionne à cause des nouvelles positions du gouvernement. Denise Leblanc-Bantey fait de même quelques minutes plus tard. L'après-midi, deux nouvelles arrivent sur le fil de presse. Le vice premier-ministre et ministre des affaires sociales, Camille Laurin et Gilbert Paquette, ministre de la Science et de la Technologie, quittent à leur tour le gouvernement.
Le ministre des finances, Parizeau, numéro deux du gouvernement et véritable pilier, quitte à son tour le cabinet en déclarant que la religion ne peut survivre si le pape perd la foi. Deux jours plus tard, Louise Harel démissionne aussi. Denis Lazure, en voyage en Russie, démissionne à son retour. En tout, les troupes péquistes perdent sept ministres et trois députés d'arrière-ban.

## Conséquences
Le 20 juin 1985, sept mois après la crise du beau risque, Lévesque, profondément affaibli par la crise qui a secoué son gouvernement est poussé vers la sortie par différents ministres, démissionne comme chef et président du Parti québécois. Le 26 septembre 1985, Pierre-Marc Johnson succède à René Lévesque. Il refuse de remettre la question constitutionnelle sur le tapis et déclenche une élection générale quelques semaines plus tard. Le 2 décembre 1985, le Parti libéral de Robert Bourassa défait le Parti québécois. Maintenant en position de négocier avec un vis-à-vis fédéraliste, Mulroney met sur la table le projet qui deviendra en 1987 l'Accord du lac Meech.